# Italie aux Jeux olympiques de 1900
L'équipe olympique italienne, composée de onze sportifs, a participé à ses deuxièmes Jeux à Paris. L'Italie avec cinq médailles (trois d'or et deux d'argent), les premières de son histoire olympique moderne, s'est classée au 8e rang du classement des nations.

## Liste des médaillés italiens
Ce bilan correspond au tableau de médailles intitulé  Tableau des médailles de sports-reference.com qui se trouve au sein de l'article Jeux olympiques de 1900. Il est parfaitement conforme aux données du CIO, revues en juillet 2021.

### Médailles d'or
| Sport              | Discipline            | Sportifs                         | Performance |
| Médailles d'or : 3 |                       |                                  |             |
| Escrime            | Sabre Maitres d'armes | Antonio Conte                    |             |
| Cyclisme           | Course aux points     | Enrico Brusoni                   |             |
| Équitation         | Saut en hauteur       | Gian Giorgio Trissino sur Oreste | 1,85 m      |

### Médailles d'argent

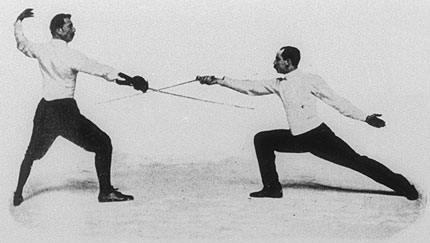
Santelli (à gauche) aux Jeux de 1900, tirant au fleuret contre le français Jean-Baptiste Mimiague

| Sport                  | Discipline            | Sportifs                             | Performance |
| Médailles d'argent : 2 |                       |                                      |             |
| Escrime                | Sabre Maitres d'armes | Italo Santelli                       |             |
| Équitation             | Saut en longueur      | Giovanni Giorgio Trissino sur Oreste | 5,70 m      |

## Sources
- (en) Cet article est partiellement ou en totalité issu de l’article de Wikipédia en anglais intitulé « Italy at the 1900 Summer Olympics » (voir la liste des auteurs).